# Figura isotoxal
En geometría, un politopo (por ejemplo, un polígono o un poliedro), o un teselado, es isotoxal o  transitivo de aristas si sus simetrías actúan transitivamente en sus aristas. Informalmente, esto significa que solo hay un tipo de arista en el objeto: dadas dos aristas, existe una traslación, rotación y/o reflexión que permitirá mover una arista a la posición inicial de la otra, mientras deja la región ocupada por el objeto sin cambios.
El término isotoxal se deriva del griego τοξον que significa arco.

## Polígonos isotoxales
Un polígono isotoxal es un polígono equilátero, pero no todos los polígonos equiláteros son isotoxales. Los duales de los polígonos isotoxales son figuras isogonales.
En general, un 2n-gono isotoxal tendrá Dn (*nn) simetría diedral. Un rombo es un polígono isotoxal con simetría D2 (*22).
Todos los polígonos regulares (triángulo equilátero, cuadrado, etc.) son isotoxales, tienen el doble del orden de simetría mínimo: un n-gono regular tiene una simetría diedral Dn (*nn). Un 2n-gono regular es un polígono isotoxal y puede marcarse con vértices coloreados alternativamente, eliminando la línea de reflexión a través de los puntos medios.
| D2 (*22) | D3 (*33)             | D3 (*33)         | D3 (*33)                  | D4 (*44)         | D4 (*44)         | D5 (*55)          | D5 (*55)                              | D5 (*55)                   |
| Rombo    | Triángulo equilátero | Hexágono cóncavo | Hexágono autointersecante | Octógono convexo | Octógono convexo | Pentágono regular | Pentagrama (regular) autointersecante | Decagrama autointersecante |
| -------- | -------------------- | ---------------- | ------------------------- | ---------------- | ---------------- | ----------------- | ------------------------------------- | -------------------------- |
|          |                      |                  |                           |                  |                  |                   |                                       |                            |

## Poliedros y teselados isotoxales
Los poliedros regulares son isohédricos (con caras transitivas), isogonales (con vértices transitivos) e isotoxales. Los poliedros cuasirregulares, como el cuboctaedro o el icosidodecaedro, son isogonales e isotoxales, pero no son isoédricos; sus duales, incluyendo el rombododecaedro y el triacontaedro rómbico, son isoédricos e isotoxales, pero no isogonales.
| Poliedro cuasirregular                            | Poliedro cuasirregular dual                           | Poliedro cuasirregular estrellado                                     | Poliedro cuasirregular estrellado dual                                      | Teselado cuasirregular                          | Teselado cuasirregular dual                                         |
| ------------------------------------------------- | ----------------------------------------------------- | --------------------------------------------------------------------- | --------------------------------------------------------------------------- | ----------------------------------------------- | ------------------------------------------------------------------- |
| El cuboctaedro es un poliedro isogonal e isotoxal | El rombododecaedro es un poliedro isoedral e isotoxal | El gran icosidodecaedro es un poliedro estrellado isogonal e isotoxal | El gran triacontaedro rómbico es un poliedro estrellado isoedral e isotoxal | El teselado trihexagonal es isogonal e isotoxal | El teselado rómbico es isoedral e isotoxal, con simetría p6m (*632) |

No todos los poliedros o teselados bidimensionales construidos a partir de polígonos regulares son isotoxales. Por ejemplo, el icosaedro truncado (el familiar balón de fútbol) tiene dos tipos de aristas: hexágono-hexágono y hexágono-pentágono, y no es posible que una simetría del sólido mueva cada arista hexágono-hexágono hacia una arista hexágono-pentágono.
Un poliedro isotoxal tiene el mismo ángulo diedral para todas sus aristas.
Hay 9 poliedros convexos isotoxales coincidentes con los sólidos platónicos; otros 8 integrados por los sólidos de Kepler–Poinsot; y 6 más que forman parte de los poliedros estrellados cuasirregulares (3|pq) y sus duales.
Hay al menos 5 teselados poligonales del plano euclidiano que son isotoxales, e innumerables teselados isotoxales poligonales del plano hiperbólico, incluidas las construcciones de Wythoff de los grupos de teselados hiperbólicos regulares {p,q} y (p q r) no rectos.